# Ильницкий, Александр Юльевич
Алекса́ндр Ю́льевич Ильни́цкий (укр. Олександр Юлійович Ильницький; род. 13 января 1889, село Чёрный Ардов, Австро-Венгрия — 1947, Томск) — общественный и церковный деятель Подкарпатской Руси, грекокатолический священник, журналист, ведущий деятель Мукачевской грекокатолической епархии Русинской грекокатолической церкви.

## Биография
Родился в семье грекокатолического священника. Обучался в русинской грекокатолической духовной семинарии в словацком г. Прешове. Был рукоположен по окончании духовной семинарии в 1914 году. Служил священником в сёлах Ильница, Великие Лучки Мукачевской грекокатолической епархии.
С 1916 по 1931 год — секретарь епископской консистории. Затем в 1924 году был директором епархиальной Центральной канцелярии защиты веры и Церкви. С 1930 года — каноник (протоиерей) капитула Мукачевской греко-католической епархии. В 1938 году был назначен руководителем Ужгородской духовной семинарии. Апостольский протонотариус (1940).
Занимался журналистской деятельностью: с 1924 года — главный редактор официального органа Мукачевской и Прешовской епархий — журнала «Душпастирь», с 1935 года — редактор издания «Миссийный Календарь», в котором печатались его статьи на апологетические и духовно-социальные темы. В 1931—1938 годах — редактор журнала «Миссийный Вестник», а в 1941—1944 годах — журнала «Воскресение». Кроме того, в 1939—1944 годах редактировал журнал «Благовестник».
В 1939—1944 годах был членом верхней палаты венгерского парламента (назначен туда 30 июня 1939 года Миклошем Хорти, регентом Венгрии).
Был председателем «Подкарпатского общества наук» в 1942—1944 годах.
После смерти в 1943 году епископа Александра Стойки А. Ильницкий управлял Мукачевской грекокатолической епархией Русинской грекокатолической церкви (до 1944 года).
После освобождения Закарпатья Советской армией в 1944 году вскоре последовало его присоединение к СССР. В 1945 году Александр Ильницкий за отказ перейти в православие был осужден на 25 лет заключения.
Умер в заключении в Томске. Посмертно реабилитирован в 1990 году.